# کوپید وان
کوپید وان (به انگلیسی: Cupid One) یک فیلم کمدی و عاشقانه هنگ کنگی محصول سال ۱۹۸۵ به کارگردانی رینگو لام با بازی سالی یه و مارک چنگ است.
مارک چنگ در پنجمین دوره جوایز فیلم هنگ کنگ، نامزد دریافت جایزه فیلم هنگ کنگ برای بهترین بازیگر جدید شد.

## داستان
سالی یه، زنی سرشناس و اجتماعی است که به‌طور تصادفی سوار قایق کوچکی به نام «کوپید وان» می‌شود که در حال سفری ده روزه به تایلند است.

## بازخوردها
در وب‌سایت brns.com به فیلم امتیاز ۶ از ۱۰ را داد و نوشت: «متأسفانه، کارگردان در یک سوم پایانی فیلم، جذابیت خود را از دست می‌دهد و چرخش داستانی سنگین، تمام جذابیت فیلم را از بین می‌برد. واقعاً حیف است زیرا یک ساعت اول بسیار سرگرم‌کننده است.»